# Sultan Pur Majra
Sultan Pur Majra es una ciudad censal situada en el distrito de Delhi noroeste,  en el territorio de la capital nacional,  Delhi (India). Su población es de 181554 habitantes (2011). 

## Demografía
Según el censo de 2011 la población de Sultan Pur Majra era de 181554 habitantes, de los cuales 95687 eran hombres y 85867 eran mujeres. Sultan Pur Majra tiene una tasa media de alfabetización del 79,33%, inferior a la media estatal del 86,21%: la alfabetización masculina es del 86,79%, y la alfabetización femenina del 71,03%.